# Großer Preis von Bahrain 2017
Der Große Preis von Bahrain 2017 (offiziell 2017 Formula 1 Gulf Air Bahrain Grand Prix) fand am 16. April auf dem Bahrain International Circuit in as-Sachir statt und war das dritte Rennen der Formel-1-Weltmeisterschaft 2017.

## Bericht

### Hintergründe
Nach dem Großen Preis von China führten Lewis Hamilton und Sebastian Vettel in der Fahrerwertung punktgleich mit 18 Punkten vor Max Verstappen. In der Konstrukteurswertung führte Mercedes mit einem Punkt vor Ferrari und mit 29 Punkten vor Red Bull Racing.
Beim Großen Preis von Bahrain stellte Pirelli den Fahrern die Reifenmischungen P Zero Medium (weiß), P Zero Soft (gelb), P Zero Supersoft (rot) sowie für Nässe Cinturato Intermediates (grün) und Cinturato Full-Wets (blau) zur Verfügung. Da die Bestellung der jedem Fahrer zur Verfügung stehenden Reifen jeder Mischung bereits vor den Testfahrten vor der Saison aufgegeben werden musste, legte die FIA im Vorfeld fest, dass jeder Fahrer sieben Reifensätze Supersoft, vier Sätze Soft und zwei Sätze Medium erhält.
Die DRS-Zonen blieben im Vergleich zum Vorjahr unverändert, der Messpunkt für die erste Zone befand sich zehn Meter vor Kurve neun, die Zone selbst begann am Anfang der Gegengeraden, genau 50 Meter nach Kurve zehn. Der Messpunkt für die zweite DRS-Zone lag 108 Meter vor Kurve 14, aktiviert werden durfte das DRS dann auf der Start-Ziel-Geraden, 270 Meter nach Kurve 15. Es gab auch keine baulichen Veränderungen an der Strecke.
Vor dem Rennwochenende gab es einen Fahrerwechsel: Nachdem Pascal Wehrlein die Rennen in Australien und China hatte verletzungsbedingt auslassen müssen, gab er beim Großen Preis von Bahrain sein Debüt bei Sauber.
Daniil Kwjat (acht), Jolyon Palmer (sieben), Nico Hülkenberg, Vettel (jeweils sechs), Carlos Sainz jr. (fünf), Kevin Magnussen, Esteban Ocon, Wehrlein (jeweils vier), Romain Grosjean, Sergio Pérez (jeweils drei), Valtteri Bottas, Marcus Ericsson, Felipe Massa, Kimi Räikkönen (jeweils zwei) und Verstappen (einer) gingen mit Strafpunkten ins Wochenende.
Mit Massa, Vettel, Hamilton (jeweils zweimal) und Fernando Alonso (einmal) traten vier ehemalige Sieger zu diesem Grand Prix an.
Rennkommissare waren Mazen Al Hilli (BHR), Gerd Ennser (DEU), Radovan Novak (CZE) und Danny Sullivan (USA).

### Training
Im ersten freien Training fuhr Vettel mit einer Rundenzeit von 1:32,697 Minuten die Bestzeit vor Daniel Ricciardo und Verstappen.
Auch im zweiten freien Training fuhr Vettel in 1:31,310 Minuten die schnellste Rundenzeit vor Bottas und Ricciardo.
Verstappen war im dritten freien Training in 1:32,194 Minuten Schnellster vor Hamilton und Vettel. Das Training wurde nach einem Unfall von Grosjean unterbrochen.

### Qualifying
Das Qualifying bestand aus drei Teilen mit einer Nettolaufzeit von 45 Minuten. Im ersten Qualifying-Segment (Q1) hatten die Fahrer 18 Minuten Zeit, um sich für das Rennen zu qualifizieren. Alle Fahrer, die im ersten Abschnitt eine Zeit erzielten, die maximal 107 Prozent der schnellsten Rundenzeit betrug, qualifizierten sich für den Grand Prix. Die besten 15 Fahrer erreichten den nächsten Teil. Hamilton war Schnellster. Die Mercedes-Piloten und Vettel erzielten dabei ihre Zeit auf Soft-Reifen, alle anderen fuhren Supersoft. Magnussen, Ericsson, Pérez, Stoffel Vandoorne und Sainz jr., der auf seiner letzten gezeiteten Runde im ersten Abschnitt eine absolute Bestzeit fuhr, seinen Toro Rosso dann aber mit einem technischen Defekt abstellte, schieden aus.
Der zweite Abschnitt (Q2) dauerte 15 Minuten. Die zehn schnellsten Piloten qualifizierten sich für den dritten Teil des Qualifyings. Hamilton war erneut Schnellster. Alonso, der wegen eines Defektes in diesem Abschnitt keine Zeit setzte, sowie Ocon, Wehrlein, Lance Stroll und Kwjat schieden aus.
Der letzte Abschnitt (Q3) ging über eine Zeit von zwölf Minuten, in denen die ersten zehn Startpositionen vergeben wurden. Bottas fuhr mit einer Rundenzeit von 1:28,769 Minuten die Bestzeit vor Hamilton und Vettel. Es war die erste Pole-Position für Bottas in der Formel-1-Weltmeisterschaft.

### Rennen
Vandoorne startete wegen fehlenden Wasserdrucks nicht zum Rennen. Sein Startplatz in der Startaufstellung blieb somit leer. Bei Bottas gab es einen Defekt am Generator zur Reduzierung des Reifendrucks, Bottas musste daher mit erhöhtem Reifendruck starten.
Bottas blieb beim Start in Führung, dahinter überholte Vettel Hamilton. Verstappen startete sehr gut und ging zunächst an Räikkönen und beim Anbremsen der ersten Kurve an Ricciardo vorbei. Räikkönen musste im Laufe der ersten Runde auch Massa passieren lassen.
Bottas gelang es wegen des erhöhten Reifendrucks nicht, sich vom Rest des Feldes abzusetzen. Er hielt Vettel, Hamilton, Verstappen und Ricciardo auf, die alle innerhalb von drei Sekunden lagen. Massa lag weitere drei Sekunden zurück und musste sich gegen Räikkönen verteidigen. In der siebten Runde gelang es Räikkönen auf der Start-Ziel-Geraden, Massa zu überholen. Magnussen stellte seinen Haas in der neunten Runde mit einem Elektrikdefekt am Streckenrand ab.
Vettel fuhr am Ende von Runde neun als erster Pilot aus der Spitzengruppe an die Box und wechselte auf Supersoft. Er fiel auf den zwölften Platz zurück. Eine Runde später kam Verstappen zum Boxenstopp, er fiel hinter Vettel zurück. Kurz nach seinem Boxenstopp kam es zu einem Bremsdefekt bei Verstappen, der durch die Auslaufzone rutschte, anschließend gegen die Streckenbegrenzung prallte und ausschied. Räikkönen fuhr an die Box und wechselte erneut auf Supersoft.
In der 13. Runde kollidierte der aus der Boxengasse kommende Sainz jr. in der ersten Kurve mit Stroll, beide Fahrzeuge wurden dabei so stark beschädigt, dass sie ausschieden. Zur Bergung der Fahrzeuge und zum Entfernen der Trümmerteile schickte die Rennleitung das Safety-Car auf die Strecke. Bis auf Ericsson nutzen das alle Fahrer, die noch nicht Reifen gewechselt hatten, zum Boxenstopp. Hamilton, der unmittelbar hinter Bottas fuhr, verringerte dabei die Geschwindigkeit auf 57 km/h, als beide hintereinander zum Boxenstopp fuhren, um so an der Box nicht darauf warten zu müssen, dass Bottas abgefertigt wurde. Dabei hielt er Ricciardo auf, fiel aber nach seinem Boxenstopp dennoch hinter ihn zurück, da es bei Bottas’ Reifenwechsel ein Problem mit einem Schlagschrauber gab. Die Rennkommissare sprachen eine Fünf-Sekunden-Zeitstrafe gegen Hamilton aus, außerdem erhielt er zwei Strafpunkte. Sainz jr. erhielt als Verursacher der Kollision mit Stroll eine Rückversetzung in Höhe von drei Startplätzen für den Großen Preis von Russland sowie ebenfalls zwei Strafpunkte.
Bottas und Räikkönen wechselte auch auf Supersoft, Hamilton, Ricciardo und Massa auf Soft. Auch bei Räikkönen gab es Schwierigkeiten beim Montieren des rechten Vorderrades, sodass er einige Sekunden verlor. Nach diesen Boxenstopps führte Vettel vor Bottas, Ricciardo, Hamilton, Massa, Räikkönen, Hülkenberg, Ericsson, Pérez und Grosjean.
In Runde 16 wurde das Rennen erneut freigegeben. Hamilton, Massa und Räikkönen überholten Ricciardo, der seine Soft-Reifen nur schwer auf die benötigte Temperatur bringen konnte. Ericsson, der noch auf den beim Start montierten Reifen fuhr, verlor mehrere Positionen, außerdem überholte Pérez Hülkenberg. Grosjean meldete per Funk Leistungsverlust, das Team diagnostizierte ein Problem mit der MGU-K. Grosjean fuhr dennoch weiter.
In Runde 24 überholte Räikkönen Massa und lag nun auf dem vierten Platz. Kurz darauf ließ Bottas, dessen Supersoft-Reifen spürbar nachließen und der bereits mehr als sechs Sekunden hinter Vettel lag, Hamilton vorbei. Im Mittelfeld kämpften Alonso, Kwjat und Palmer in einer Gruppe miteinander. Kwjat überholte in Runde 27 Palmer. Dabei kam es zu einer Berührung der Fahrzeuge; Palmer verlor einen Teil seines Frontflügels. Ricciardo schloss auf Massa auf und überholte ihn in Runde 29.
Bottas fuhr in Runde 30 zum zweiten Reifenwechsel und wechselte auf Soft, er fiel auf Platz sieben zurück. Eine Runde später wechselte auch Grosjean auf Soft, derweil überholte Bottas Pérez und fuhr die bis dahin schnellste Runde. Vettel wechselte in Runde 33 auf Soft und lag nun hinter Hamilton und Räikkönen auf dem dritten Platz. Bottas überholte kurz darauf Massa.
Vettel fuhr die inzwischen schnellste Rennrunde und schloss auf Räikkönen auf, der ihn in Runde 36 passieren ließ. Pérez wechselte unterdessen auf Soft, Hülkenberg und Alonso auf Supersoft. Eine Runde später kamen Räikkönen, Massa und Ocon zum zweiten Boxenstopp, alle wechselten auf Soft. In Runde 39 wechselte Ricciardo auf Supersoft, Hülkenberg und Ocon gingen an Wehrlein vorbei.
Als letzter Fahrer kam Hamilton in Runde 41 zum letzten Boxenstopp. Er saß seine Fünf-Sekunden-Zeitstrafe ab und ließ einen neuen Satz Soft-Reifen montieren. Er fiel auf Platz drei zurück. Vettel führte mit rund zehn Sekunden Vorsprung, weitere neun Sekunden dahinter lag Hamilton. Dahinter lagen Räikkönen, Ricciardo, Massa, Pérez, Grosjean, Hülkenberg und Ocon.
Hamilton fuhr mehrfach die schnellste Runde und holte bis zu zwei Sekunden pro Runde auf Vettel und Bottas auf, der ihn in Runde 47 vorbei ließ. Ericsson rollte in Runde 52 mit einem Getriebedefekt aus. Hamilton verringerte den Rückstand auf Vettel auf rund sechs Sekunden, kam jedoch nicht mehr in Schlagdistanz. In der 56. Runde meldete Alonso am Boxenfunk eine Motorstörung und gab das Rennen an der Box auf.
Vettel gewann das Rennen vor Hamilton und Bottas. Es war der 44. Sieg von Vettel in der Formel-1-Weltmeisterschaft. Hamilton erzielte die dritte, Bottas die zweite Podestplatzierung der Saison. Die übrigen Punkteplatzierungen belegten Räikkönen, Ricciardo, Massa, Pérez, Grosjean, Hülkenberg und Ocon. Es waren Hülkenbergs erste Punkte für Renault.
In der Gesamtwertung führte Vettel nun vor Hamilton und Bottas. In der Konstrukteurswertung übernahm Ferrari die Führung vor Mercedes und Red Bull.

## Meldeliste
| Team                          | Nr. | Fahrer            | Chassis                   | Motor                         | Reifen |
| ----------------------------- | --- | ----------------- | ------------------------- | ----------------------------- | ------ |
| Mercedes AMG Petronas F1 Team | 44  | Lewis Hamilton    | Mercedes F1 W08 EQ Power+ | Mercedes-AMG F1 M08 EQ Power+ | P      |
| Mercedes AMG Petronas F1 Team | 77  | Valtteri Bottas   | Mercedes F1 W08 EQ Power+ | Mercedes-AMG F1 M08 EQ Power+ | P      |
| Red Bull Racing               | 03  | Daniel Ricciardo  | Red Bull RB13             | TAG Heuer                     | P      |
| Red Bull Racing               | 33  | Max Verstappen    | Red Bull RB13             | TAG Heuer                     | P      |
| Scuderia Ferrari              | 05  | Sebastian Vettel  | Ferrari SF70H             | Ferrari 062                   | P      |
| Scuderia Ferrari              | 07  | Kimi Räikkönen    | Ferrari SF70H             | Ferrari 062                   | P      |
| Sahara Force India F1 Team    | 11  | Sergio Pérez      | Force India VJM10         | Mercedes-AMG F1 M08 EQ Power+ | P      |
| Sahara Force India F1 Team    | 31  | Esteban Ocon      | Force India VJM10         | Mercedes-AMG F1 M08 EQ Power+ | P      |
| Williams Martini Racing       | 19  | Felipe Massa      | Williams FW40             | Mercedes-AMG F1 M08 EQ Power+ | P      |
| Williams Martini Racing       | 18  | Lance Stroll      | Williams FW40             | Mercedes-AMG F1 M08 EQ Power+ | P      |
| McLaren Honda                 | 14  | Fernando Alonso   | McLaren MCL32             | Honda RA617H                  | P      |
| McLaren Honda                 | 02  | Stoffel Vandoorne | McLaren MCL32             | Honda RA617H                  | P      |
| Scuderia Toro Rosso           | 26  | Daniil Kwjat      | Toro Rosso STR12          | Renault R.E.17                | P      |
| Scuderia Toro Rosso           | 55  | Carlos Sainz jr.  | Toro Rosso STR12          | Renault R.E.17                | P      |
| Haas F1 Team                  | 08  | Romain Grosjean   | Haas VF-17                | Ferrari 062                   | P      |
| Haas F1 Team                  | 20  | Kevin Magnussen   | Haas VF-17                | Ferrari 062                   | P      |
| Renault Sport F1 Team         | 27  | Nico Hülkenberg   | Renault R.S.17            | Renault R.E.17                | P      |
| Renault Sport F1 Team         | 30  | Jolyon Palmer     | Renault R.S.17            | Renault R.E.17                | P      |
| Sauber F1 Team                | 09  | Marcus Ericsson   | Sauber C36                | Ferrari 061                   | P      |
| Sauber F1 Team                | 94  | Pascal Wehrlein   | Sauber C36                | Ferrari 061                   | P      |

## Klassifikationen

### Qualifying
| Pos.                                                                      | Fahrer            | Konstrukteur         | Q1       | Q2         | Q3       | Start |
| ------------------------------------------------------------------------- | ----------------- | -------------------- | -------- | ---------- | -------- | ----- |
| 01                                                                        | Valtteri Bottas   | Mercedes             | 1:31,041 | 1:29,555   | 1:28,769 | 01    |
| 02                                                                        | Lewis Hamilton    | Mercedes             | 1:30,814 | 1:29,535   | 1:28,792 | 02    |
| 03                                                                        | Sebastian Vettel  | Ferrari              | 1:31,037 | 1:29,596   | 1:29,247 | 03    |
| 04                                                                        | Daniel Ricciardo  | Red Bull-TAG Heuer   | 1:31,667 | 1:30,497   | 1:29,545 | 04    |
| 05                                                                        | Kimi Räikkönen    | Ferrari              | 1:30,988 | 1:29,843   | 1:29,567 | 05    |
| 06                                                                        | Max Verstappen    | Red Bull-TAG Heuer   | 1:30,904 | 1:30,307   | 1:29,687 | 06    |
| 07                                                                        | Nico Hülkenberg   | Renault              | 1:31,057 | 1:30,169   | 1:29,842 | 07    |
| 08                                                                        | Felipe Massa      | Williams-Mercedes    | 1:31,373 | 1:30,677   | 1:30,074 | 08    |
| 09                                                                        | Romain Grosjean   | Haas-Ferrari         | 1:31,691 | 1:30,857   | 1:30,763 | 09    |
| 10                                                                        | Jolyon Palmer     | Renault              | 1:31,458 | 1:30,899   | 1:31,074 | 10    |
| 11                                                                        | Daniil Kwjat      | Toro Rosso-Renault   | 1:31,531 | 1:30,923   | –        | 11    |
| 12                                                                        | Lance Stroll      | Williams-Mercedes    | 1:31,748 | 1:31,168   | –        | 12    |
| 13                                                                        | Pascal Wehrlein   | Sauber-Ferrari       | 1:31,995 | 1:31,414   | –        | 13    |
| 14                                                                        | Esteban Ocon      | Force India-Mercedes | 1:31,774 | 1:31,684   | –        | 14    |
| 15                                                                        | Fernando Alonso   | McLaren-Honda        | 1:32,054 | keine Zeit | –        | 15    |
| 16                                                                        | Carlos Sainz jr.  | Toro Rosso-Renault   | 1:32,118 | –          | –        | 16    |
| 17                                                                        | Stoffel Vandoorne | McLaren-Honda        | 1:32,313 | –          | –        | 17    |
| 18                                                                        | Sergio Pérez      | Force India-Mercedes | 1:32,318 | –          | –        | 18    |
| 19                                                                        | Marcus Ericsson   | Sauber-Ferrari       | 1:32,543 | –          | –        | 19    |
| 20                                                                        | Kevin Magnussen   | Haas-Ferrari         | 1:32,900 | –          | –        | 20    |
| 107-Prozent-Zeit: 1:37,170 min (bezogen auf Q1-Bestzeit von 1:30,814 min) |                   |                      |          |            |          |       |

### Rennen
| Pos. | Fahrer            | Konstrukteur         | Runden | Stopps | Zeit        | Start | Schnellste Runde |
| ---- | ----------------- | -------------------- | ------ | ------ | ----------- | ----- | ---------------- |
| 01   | Sebastian Vettel  | Ferrari              | 57     | 2      | 1:33:53,373 | 03    | 1:33,826 (36.)   |
| 02   | Lewis Hamilton    | Mercedes             | 57     | 2      | + 6,660     | 02    | 1:32,798 (46.)   |
| 03   | Valtteri Bottas   | Mercedes             | 57     | 2      | + 20,397    | 01    | 1:34,087 (33.)   |
| 04   | Kimi Räikkönen    | Ferrari              | 57     | 2      | + 22,475    | 05    | 1:33,720 (55.)   |
| 05   | Daniel Ricciardo  | Red Bull-TAG Heuer   | 57     | 2      | + 39,346    | 04    | 1:33,495 (42.)   |
| 06   | Felipe Massa      | Williams-Mercedes    | 57     | 2      | + 54,326    | 08    | 1:34,256 (39.)   |
| 07   | Sergio Pérez      | Force India-Mercedes | 57     | 2      | + 1:02,606  | 18    | 1:34,609 (39.)   |
| 08   | Romain Grosjean   | Haas-Ferrari         | 57     | 2      | + 1:14,865  | 09    | 1:34,948 (33.)   |
| 09   | Nico Hülkenberg   | Renault              | 57     | 2      | + 1:20,188  | 07    | 1:35,372 (40.)   |
| 10   | Esteban Ocon      | Force India-Mercedes | 57     | 2      | + 1:35,711  | 14    | 1:35,179 (55.)   |
| 11   | Pascal Wehrlein   | Sauber-Ferrari       | 56     | 1      | + 1 Runde   | 13    | 1:36,786 (43.)   |
| 12   | Daniil Kwjat      | Toro Rosso-Renault   | 56     | 2      | + 1 Runde   | 11    | 1:34,985 (45.)   |
| 13   | Jolyon Palmer     | Renault              | 56     | 2      | + 1 Runde   | 10    | 1:35,552 (43.)   |
| 14   | Fernando Alonso   | McLaren-Honda        | 54     | 2      | DNF         | 15    | 1:35,595 (47.)   |
| –    | Marcus Ericsson   | Sauber-Ferrari       | 50     | 1      | DNF         | 19    | 1:35,086 (35.)   |
| –    | Carlos Sainz jr.  | Toro Rosso-Renault   | 12     | 1      | DNF         | 16    | 1:38,026 (08.)   |
| –    | Lance Stroll      | Williams-Mercedes    | 12     | 1      | DNF         | 12    | 1:36,303 (10.)   |
| –    | Max Verstappen    | Red Bull-TAG Heuer   | 11     | 1      | DNF         | 06    | 1:36,681 (04.)   |
| –    | Kevin Magnussen   | Haas-Ferrari         | 8      | 0      | DNF         | 20    | 1:38,718 (06.)   |
| DNS  | Stoffel Vandoorne | McLaren-Honda        | –      | –      | –           | 17    | –                |

Anmerkungen
1. ↑  Vandoorne konnte wegen fehlendem Wasserdruck an seinem Wagen nicht am Rennen teilnehmen.

## WM-Stände nach dem Rennen
Die ersten zehn des Rennens bekamen 25, 18, 15, 12, 10, 8, 6, 4, 2 bzw. 1 Punkt(e).

### Fahrerwertung
| Pos. | Fahrer           | Konstrukteur         | Punkte |
| ---- | ---------------- | -------------------- | ------ |
| 01   | Sebastian Vettel | Ferrari              | 68     |
| 02   | Lewis Hamilton   | Mercedes             | 61     |
| 03   | Valtteri Bottas  | Mercedes             | 38     |
| 04   | Kimi Räikkönen   | Ferrari              | 34     |
| 05   | Max Verstappen   | Red Bull-TAG Heuer   | 25     |
| 06   | Daniel Ricciardo | Red Bull-TAG Heuer   | 22     |
| 07   | Felipe Massa     | Williams-Mercedes    | 16     |
| 08   | Sergio Pérez     | Force India-Mercedes | 14     |
| 09   | Carlos Sainz jr. | Toro Rosso-Renault   | 10     |
| 10   | Romain Grosjean  | Haas-Ferrari         | 4      |
| 11   | Kevin Magnussen  | Haas-Ferrari         | 4      |

| Pos. | Fahrer             | Konstrukteur         | Punkte |
| ---- | ------------------ | -------------------- | ------ |
| 12   | Esteban Ocon       | Force India-Mercedes | 3      |
| 13   | Nico Hülkenberg    | Renault              | 2      |
| 14   | Daniil Kwjat       | Toro Rosso-Renault   | 2      |
| 15   | Pascal Wehrlein    | Sauber-Ferrari       | 0      |
| 16   | Antonio Giovinazzi | Sauber-Ferrari       | 0      |
| 17   | Jolyon Palmer      | Renault              | 0      |
| 18   | Stoffel Vandoorne  | McLaren-Honda        | 0      |
| 19   | Fernando Alonso    | McLaren-Honda        | 0      |
| 20   | Marcus Ericsson    | Sauber-Ferrari       | 0      |
| –    | Lance Stroll       | Williams-Mercedes    | 0      |

### Konstrukteurswertung
| Pos. | Konstrukteur         | Punkte |
| ---- | -------------------- | ------ |
| 1    | Ferrari              | 102    |
| 2    | Mercedes             | 99     |
| 3    | Red Bull-TAG Heuer   | 47     |
| 4    | Force India-Mercedes | 17     |
| 5    | Williams-Mercedes    | 16     |

| Pos. | Konstrukteur       | Punkte |
| ---- | ------------------ | ------ |
| 06   | Toro Rosso-Renault | 12     |
| 07   | Haas-Ferrari       | 8      |
| 08   | Renault            | 2      |
| 09   | Sauber-Ferrari     | 0      |
| 10   | McLaren-Honda      | 0      |